# Маїк Тарас Михайлович
Тара́с Миха́йлович Маїк (нар. 1983, с. Станин Радехівського району Львівської області Українська РСР, СРСР — пом. 30 березня 2022) — солдат Збройних Сил України, учасник російсько-української війни, що загинув у ході російського вторгнення в Україну в 2022 році.

## Життєпис
Тарас Маїк народився 1983 року в селі Станин Радехівського району Львівської області. Під час війни на сході України перебував на передовій. Також з початком повномасштабного російського вторгнення в Україну пішов на війну. Загинув 30 березня 2022 року. Тіло захисника до рідного села прибуло 8 квітня, а урочисте прощання та похорон відбулося 9 квітня 2022 року в селі Станин на Львіщині.

## Нагороди
- орден «За мужність» III ступеня (2022, посмертно) — за особисту мужність і самовіддані дії, виявлені у захисті державного суверенітету та територіальної цілісності України, вірність військовій присязі [5].